# Аракура білочуба
Араку́ра білочуба (Pithys albifrons) — вид горобцеподібних птахів родини сорокушових (Thamnophilidae). Мешкає в Південній Америці.

## Опис
Довжина птаха становить 13-14 см, з яких на хвіст припадає 46 мм, вага 18-26 г. Голова, спина і крила чорні, нижня частина тіла, хвіст, надхвістя і потилиця рудувато-коричнева. Біля основи дзьоба є дві пари пучків білого пір'я, одна з яких направлена донизу, а інша догори. Пера у другій парі пера видовжені і загострені, формують "маску". Лапи яскраво-оранжеві. Дзьоб довжиною 11,6 мм і шириною 4,7 мм, пристосований до живлення комахами. Виду не притаманний статевий диморфізм. У молодих птахів голова і потилиця сіруваті, білі пера на обличчі відсутні, другорядні махові пера мають руді кінчики. Вони переживають тривалий період линьки, перш ніж набути дорослого оперення.

## Підвиди
Виділяють два підвиди:
- P. a. albifrons (Sclater, PL, 1857) — південна Венесуела, Гвіана і північ Бразильської Амазонії (на північ від Амазонки);
- P. a. peruvianus (Berlepsch & Hellmayr, 1905) — від східної Колумбії до західної Венесуели, північного і центрального Перу та північно-західної Бразильської Амазонії.

## Поширення і екологія
Білочубі аракури мешкають в Колумбії, Еквадорі, Перу, Бразилії, Венесуелі, Гаяні, Суринамі і Французькій Гвіані. Вони живуть в підліску вологих рівнинних тропічних лісів, зокрема в лісах терра-фірме. Зустрічаються поодинці, на висоті до 1350 м над рівнем моря. Більша щільність популяції спостерігається на сході ареалу.
Білочубі аракури слідкують за кочовими мурахами і ловлять дрібних безхребетних, які тікають зі шляху пересування мурах. Гніздо чашоподбне, робиться парою птахів з корінців (внутрішня частина) і сухого листя (зовнішня частина). В кладці 2 рожевувато-білих яйця, поцяткованих рожевувато-коричневими плямками. Насиджують і самиці, і самці.